# José Santos Chocano

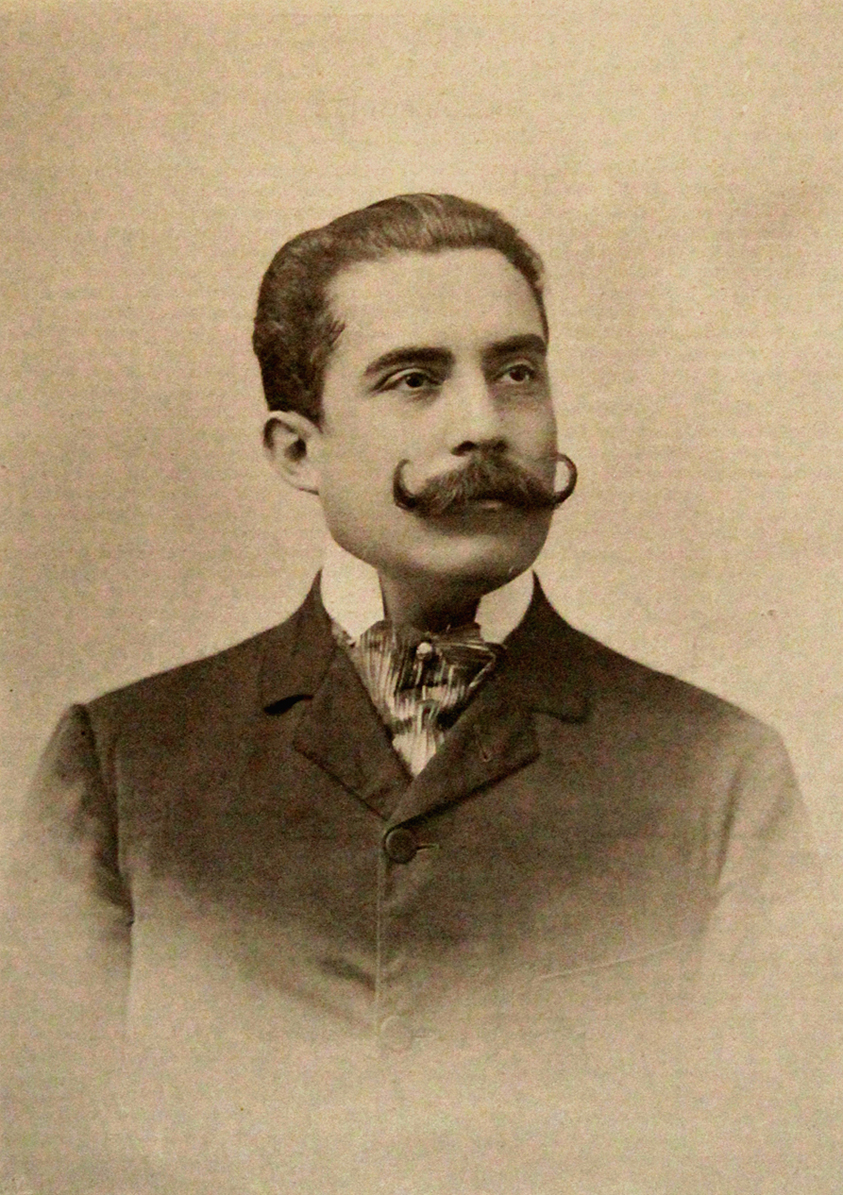
José Santos Chocano (um 1900)

José Santos Chocano (* 15. Mai 1867 in Lima; † 13. Dezember 1934 in Santiago de Chile) war ein peruanischer Dichter und Sänger und ein wichtiger Autor des Modernismo.
José Santos Chocano besang mit revolutionärem Pathos Lateinamerikas Zukunft. Etwa 15 Jahre lang bereiste er Lateinamerika und unterstützte dort verschiedene politische Parteien und ideologische Programme. 1905–1908 lebte er eine Zeit lang in Madrid, wo er die erste Anerkennung erfuhr. In seiner großen Ode Alma América rückt er ab vom alten europäischen Modernismo, um eine neue Muse in den Tropen zu suchen. Seit 1922 lebte er wieder in Peru. 
Wie Rubén Darío versuchte Chocano, die spanische mit der indigenen Kultur zu vereinen. Er verehrte die Heldentaten spanischen Konquistadoren ebenso wie die Widerstandsfähigkeit der Inkas. Diese Verehrung von Schwert und Blut brachte ihn dazu, in Apuntes sobre las dictaduras organizadas das Konzept einer organisierten Diktatur zu entwickeln. Das Pamphlet richtete sich auch gegen die Vorherrschaft der USA und unterstützte die mexikanische Revolution.
Seine Gedichte wurden u. a. von Juan Gris illustriert.
Immer wieder geriet er in heftige Auseinandersetzungen mit Gegnern und Kritikern. Wegen Totschlags an einem amerikanischen Journalisten, der ihn kritisiert hatte, saß er zwei Jahre im Gefängnis und ging dann nach Chile. In Santiago de Chile wurde er 1934 von einem Unbekannten in einer Straßenbahn ermordet.

## Werke
- En la aldea (1895)
- Iras santas (1895)
- Azahares (1896).
- Selva virgen (1898)
- La epopeya del Morro (1899)
- El fin de Satán y otros poemas (1901)
- Los cantos del Pacífico (1904)
- Alma América: Poemas Indo-Españoles. Mit Vorwort von Miguel de Unamuno (1906). Reprint 2018
- Fiat Lux (1908)
- Puerto Rico lírico y otros poemas (1914)
- Apuntes sobre las dictaduras organizadas (1922)
- Primicias de Oro de Indias (1934)
- Poemas de amor doliente (1937)
- Oro de Indias (1941)